# Nati nel 1531
| Questa pagina contiene informazioni ricavate automaticamente dalle voci biografiche con l'ausilio del template Bio e di un bot. L'aggiornamento è periodico e automatico e ricostruisce completamente la pagina. Se manca una persona in questa lista, sei pregato di non aggiungerla, ma accertati piuttosto che la sua voce biografica contenga il template Bio e che i dati anagrafici siano correttamente compilati. Se il template Bio manca, inseriscilo tu stesso o, in alternativa, metti l'avviso {{tmp\|Bio}} che ne segnala la mancanza. Se i dati riportati sono sbagliati, correggi direttamente la voce biografica; le modifiche saranno visibili in questa lista entro pochi giorni. Per chiarimenti vedi il progetto biografie. La lista contiene solo le 71 persone che sono citate nell'enciclopedia e per le quali è stato implementato correttamente il template Bio. Pagina aggiornata al 2 giu 2025. |

## Marzo(1)
- 10 marzo - John Shakespeare, mercante britannico († 1601)

## Aprile(2)
- 7 aprile - Agostino Valier, cardinale e vescovo cattolico italiano († 1606)
- 13 aprile - Hugues Loubenx de Verdalle, cardinale francese († 1595)

## Maggio(3)
- 1º maggio - Giuseppe Moleti, scienziato italiano († 1588)
- 1º maggio - Caterina Tomás, religiosa spagnola († 1574)
- 15 maggio - Maria d'Austria, duchessa († 1581)

## Giugno(2)
- 9 giugno - Federico Corner, cardinale e vescovo cattolico italiano († 1590)
- 20 giugno - Cesare Caporali, poeta italiano († 1601)

## Luglio(3)
- 17 luglio - Antoine de Créqui Canaples, cardinale, vescovo cattolico e abate francese († 1574)
- 25 luglio - Alfonso Rodríguez, gesuita spagnolo († 1617)
- 25 luglio - Giovanni Sambuco, filologo, storico e medico ungherese († 1584)

## Agosto(1)
- 24 agosto - Ercole Bottrigari, umanista e teorico musicale italiano († 1612)

## Settembre(3)
- 2 settembre - Francesco Cattani da Diacceto, vescovo cattolico e teologo italiano († 1595)
- 4 settembre - Hans Fugger, banchiere e mercante tedesco († 1598)
- 26 settembre - Antonio Minutoli, medico italiano († 1606)

## Ottobre(7)
- 4 ottobre - Costanzo Torri, cardinale e vescovo cattolico italiano († 1595)
- 5 ottobre - Satake Yoshiaki, militare giapponese († 1565)
- 7 ottobre - Scipione Ammirato, storico, genealogista e letterato italiano († 1601)
- 10 ottobre - Claudio I di Borbone-Busset, nobile francese († 1588)
- 12 ottobre - Giacomo di Savoia-Nemours, duca († 1585)
- 22 ottobre - Lorenzo Doni, pittore italiano
- 31 ottobre - Ippolito de' Rossi, cardinale e vescovo cattolico italiano († 1591)

## Novembre(4)
- 4 novembre - Maso da San Friano, pittore italiano († 1571)
- 14 novembre - Richard Topcliffe, nobile e investigatore inglese († 1604)
- 16 novembre - Anna d'Este, nobile († 1607)
- 18 novembre - Roberto Ridolfi, nobile italiano († 1612)

## Dicembre(4)
- 6 dicembre - Vespasiano I Gonzaga, condottiero, politico e mecenate italiano († 1591)
- 10 dicembre - Enrico IX di Waldeck, nobile tedesco († 1577)
- 20 dicembre - Enrico di Brederode, nobile olandese († 1568)
- 28 dicembre - Alfonso Paleotti, arcivescovo cattolico italiano († 1610)

## Senza giorno specificato(41)
- Marcello Acquaviva, arcivescovo cattolico italiano († 1617)
- Akiyama Nobutomo, militare giapponese († 1575)
- Ludovico Antinori, arcivescovo cattolico italiano († 1576)
- Antonio, priore di Crato, principe portoghese († 1595)
- Francesco Apollodoro, pittore italiano († 1612)
- Andrea Ardinghelli, banchiere italiano († 1602)
- Filippo Apiano, cartografo tedesco († 1589)
- Gabriele Bombasi, letterato e collezionista d'arte italiano († 1602)
- Barnabé Brisson, diplomatico francese († 1591)
- Tommaso Buoninsegni, teologo italiano († 1610)
- Bernardo Buontalenti, architetto, scultore e pittore italiano († 1608)
- James Burbage, attore teatrale, direttore teatrale e imprenditore britannico († 1597)
- Michele Burlamacchi, mercante italiano († 1590)
- Thomas Butler, X conte di Ormond, nobile irlandese († 1614)
- Paride Cattaneo della Torre, presbitero e scrittore italiano († 1614)
- Endō Naotsune, militare giapponese († 1570)
- Diana Folch de Cardona, nobile italiana († 1559)
- Hara Masatane, militare giapponese († 1575)
- Isabella di Challant, nobile italiana († 1596)
- François de La Noue, condottiero e scrittore francese († 1591)
- Vincenzo Anastagi, militare italiano († 1586)
- Pompeo Leoni, scultore e medaglista italiano († 1608)
- Celio Malespini, scrittore, falsario e avventuriero italiano († 1609)
- Domenico Mellini, umanista, letterato e diplomatico italiano († 1620)
- Melchior Neusidler, liutista tedesco († 1591)
- Jacopo Pergamini, letterato e religioso italiano († 1615)
- John Popham, giurista inglese († 1607)
- Frances Sidney, nobildonna inglese († 1589)
- Agostino Ramelli, ingegnere italiano († 1608)
- Serafino Razzi, scrittore italiano († 1613)
- Louis de Revol, politico francese († 1594)
- Christoph Schissler, artigiano tedesco († 1608)
- Ludolph Schrader, giurista tedesco († 1589)
- Muzio I Sforza di Caravaggio, nobile italiano († 1552)
- Henry Stanley, IV conte di Derby, nobile inglese († 1593)
- Giacomo Stewart, conte scozzese († 1570)
- Filippo Venuti, grammatico e linguista italiano († 1587)
- Luis de Carvajal, pittore spagnolo († 1608)
- Cipriano de Valera, teologo e traduttore spagnolo
- Giulia della Rovere, nobildonna italiana († 1563)
- Şehzade Cihangir, principe ottomano († 1553)